# Stadio Belvedere
Lo stadio Belvedere (in spagnolo Estadio Belvedere) è uno stadio di calcio di Montevideo, capitale dell'Uruguay. Ospita le partite interne del Liverpool Fútbol Club ed ha una capienza di circa 8 500 persone. Il 15 agosto 1910 si disputò la partita Uruguay-Argentina terminata col risultato di 3-1. In questa partita la nazionale uruguaiana indossò per la prima volta la sua divisa celeste, che è quella ancora in uso. Lo stadio, in origine di proprietà del Montevideo Wanderers, venne acquistato dal Liverpool nel 1938.